# Distrikt Lamas

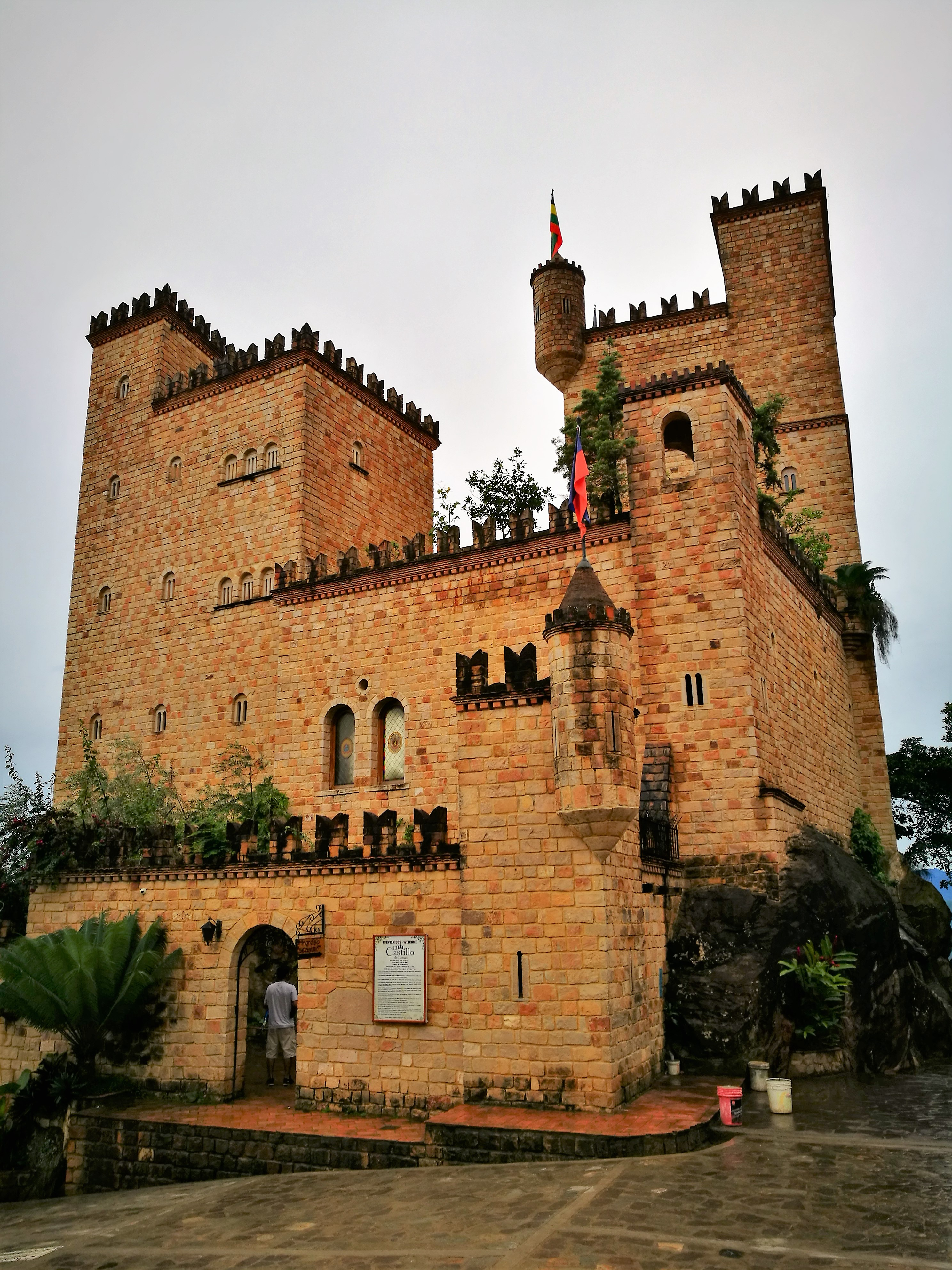
Castillo de Lamas

Der Distrikt Lamas liegt in der Provinz Lamas in der Region San Martín im zentralen Norden von Peru. Der Distrikt wurde am 16. Oktober 1933 gegründet. Er besitzt eine Fläche von 130 km². Beim Zensus 2017 wurden 15.052 Einwohner gezählt. Im Jahr 1993 lag die Einwohnerzahl bei 13.651, im Jahr 2007 bei 13.173. Sitz der Distrikt- und Provinzverwaltung ist die 806 m hoch gelegene Stadt Lamas mit 11.444 Einwohnern (Stand 2017). Lamas befindet sich 66 km südöstlich der Regionshauptstadt Moyobamba.

## Geographische Lage
Der Distrikt Lamas befindet sich in den östlichen Voranden südzentral in der Provinz Lamas. Der nach Südosten fließende Río Mayo begrenzt das Areal im Südwesten. Die Nationalstraße 5N von Moyobamba nach Tarapoto führt entlang dessen linken Flussufer durch den Distrikt.
Der Distrikt Lamas grenzt im Südwesten an den Distrikt Zapatero, im Westen an den Distrikt Shanao, im Nordwesten an den Distrikt Pinto Recodo, im Nordosten an den Distrikt San Roque de Cumbaza sowie im Osten an den Distrikt Rumisapa.

## Ortschaften
Neben dem Hauptort gibt es folgende größere Ortschaften im Distrikt:
- Alto Shamboyacu (284 Einwohner)
- Pamashto (1449 Einwohner)
- San Antonio del Río Mayo (435 Einwohner)
- Shapumba (232 Einwohner)